# Batăr
Batăr là một xã thuộc hạt Bihor, România. Dân số thời điểm năm 2002 là 5241 người.